# Dobschütz (Adelsgeschlecht)

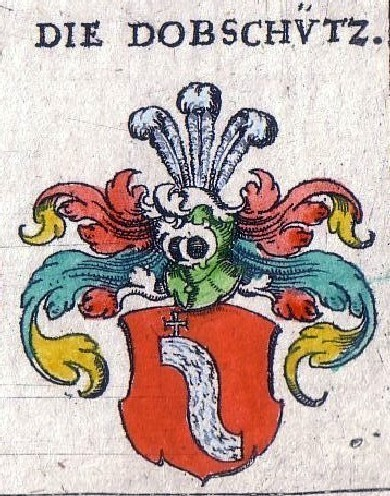
Wappen der schlesischen
Familie von Dobschütz
(Quelle: Weigel’sches Wappenbuch von 1734, handkoloriert)

Dobschütz ist der Name eines alten schlesischen Adelsgeschlechts, das mit Gunemar de Dobeschitz im Jahr 1266, Hugo de Dobswize im Jahr 1280 und Florian Dobschicz im Jahr 1348 erstmals urkundlich erwähnt wurde, dessen direkt nachweisbare Stammreihe aber erst 1476 mit Girzick Dobirswicz (Georg von Dobschütz), Gutsherr auf Chorulla, beginnt.
Sie sind nicht zu verwechseln mit der ebenfalls schlesischen Familie von Doberschütz (ähnlichen Wappens), mit der sie aber möglicherweise einen gemeinsamen Ursprung hat, und auch nicht mit den Debschitz.

## Name

Karte von Dobczyce, südöstlich von Krakau (Polen)

Der Fluss Srenlawa ist ein Nebenfluss der Weichsel. In seiner Nähe liegt der Ort Dobczyce an der Raba, südöstlich von Krakau. Radomir de Dobczyce, auch de Dobschic geschrieben, Sohn des Florian, war um 1348 Kanonikus in Krakau. An der Krakauer Universität arbeitete um 1501 der Astronom und Astrologe Leonardus de Dobschycze, auch de Dobczycze geschrieben, als Dekan und andere Namensträger studierten zu dieser Zeit an derselben Universität.
Am Ufer dieses Flusses Srenlawa lag seinerzeit auch das Gut Plawy (auch: Plaw) im Herzogtum Siewierz, das noch bis ins 17. Jahrhundert hinein Eigentum einer anderen Sreniawa-Familie namens Ujejsky war. Weit vor 1400 wird Plawy wohl Eigentum der Dobschütz-Familie gewesen sein.
So können sowohl der Ort Dobczyce als auch das Gut Plawy als Ursprungsheimat angesehen werden, weshalb die Familie vom 16. bis 18. Jahrhundert auch den Namen von Dobschütz und Plauen geführt hat.

## Herkunft
Die direkte Stammreihe beginnt aber erst mit Girzick Dobirswicz, der am 20. Oktober 1476 als Eigentümer des Gutes Chorulla im Kreis Groß Strehlitz (Oberschlesien) erwähnt wird. Er ist wahrscheinlich ein Sohn des Hannos von der Chorula, der seit 1447 Eigentümer einer Hälfte dieses Gutes war. Nach Hannos Tod hatte Girzick Dobirswicz wohl dessen Hälfte geerbt und nun – so die Urkunde – am 20. Oktober 1476 auch noch den anderen Anteil an Chorulla von den Gläubigern seines Onkels Mikolasch Chorula (Bruder des Hannos Chorula) abgekauft. Die Familie war bis zum Ende des Zweiten Weltkriegs in Schlesien ansässig, nur vereinzelt auch schon früher im Westen.

## Wappen
Das Wappen der Familie gehört zur Wappenfamilie Szreniawa, das heißt dasselbe Wappen wird bzw. wurde mit unterschiedlicher Helmzier auch von anderen Familien aus derselben Region geführt (siehe: Liste der Wappen der polnischen Wappengemeinschaften): In Rot ein am rechten oberen Ende mit einem goldenen Kreuz bestückter schwebender silberner Schrägrechtsfluss, auf dem Helm mit rot-silbernen Decken 3 silberne Straußenfedern.
Das Kreuz wird auf die Kreuzritter zurückgeführt. So steht ein Nikolaus Dobirswicz, auch Dobirschicz geschrieben, im Dienst des Deutschen Ordens und ist im Jahr 1410 Teilnehmer an der Schlacht bei Tannenberg.
Das Wappenbild wurde früher auch Krzywasn  genannt (wohl von krzywy S = krummes S), sein Zuruf war Druzyna nach dem Flüsschen Druzyna, das neben dem Flüsschen Srenlawa zur Weichsel fließt. Später änderte sich der Wappenname in Szreniawa.

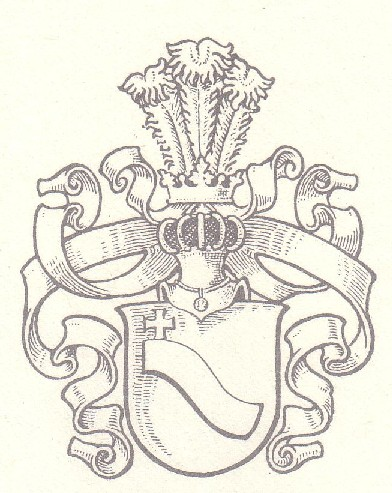
Wappen der Familie von Dobschütz
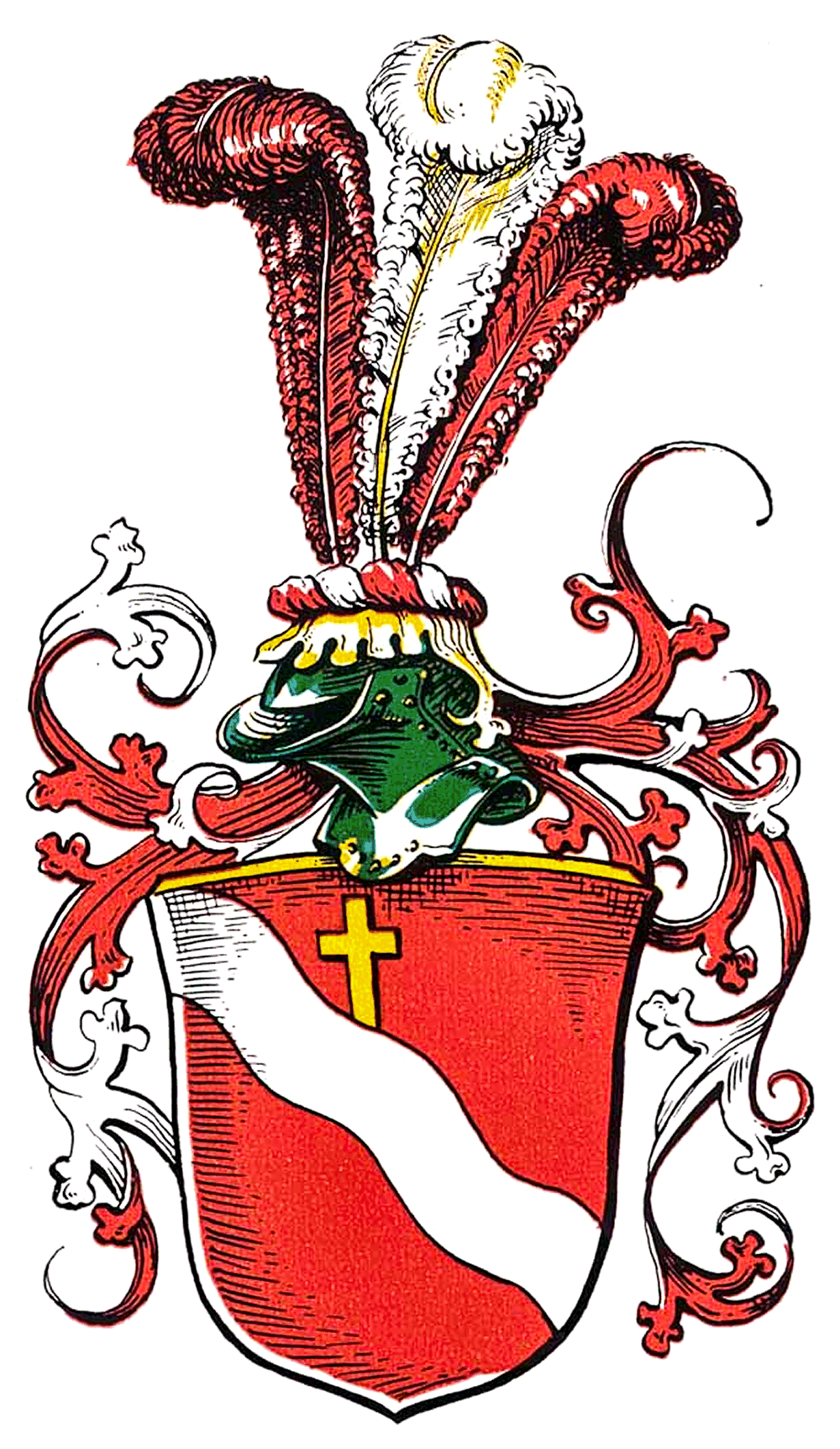
Wappen derer von Dobschütz (Rudolf Stein)

## Namensträger
- Adalbert von Dobschütz (1824–1895), preußischer Oberst
- Adam von Dobschütz (1558–1624), Landeshauptmann des Fürstentums Breslau
- Bartholomäus von Dobschütz (1568–1637), Ratsältester in Breslau, Landeshauptmann des Weichbildes Namslau
- Carl von Dobschütz (1861–1946), deutscher Generalmajor
- Carl Moritz Wenzel von Dobschütz (1726–1807), preußischer Generalmajor
- Erna von Dobschütz (1876–1963), deutsche Malerin
- Ernst von Dobschütz (1870–1934), deutscher Theologe
- Felix von Dobschütz (1867–1936), Superintendent des Landkreises Oppeln (Oberschlesien)
- Karl Ernst von Dobschütz (1753–1806), schlesischer Gutsbesitzer und Großhändler; wurde 1806 wegen Falschmünzerei als Staatsverbrecher in Prag gehängt
- Leo von Dobschütz (1862–1934), deutscher Generalmajor
- Leonhard von Dobschütz (* 1940), deutscher Professor für Betriebswirtschaftslehre (Wirtschaftsinformatik), freiberuflicher Gutachter und Unternehmensberater, Autor und Herausgeber von Fachbüchern
- Leopold Wilhelm von Dobschütz (1763–1836), preußischer General
- Moritz von Dobschütz (1831–1913), Kaufmann und Unternehmer, lebte ab 1858 als Moritz J. Dobschutz in Belleville, St. Clair County (Illinois, USA), Stammvater der Familie in den USA
- Robert von Dobschütz (1850–1927), deutscher Generalmajor
- Ulrich von Dobschütz (* 1940), deutscher Schauspieler, Regisseur, Autor, Filmproduzent und Dokumentarfilmer
- Wenzel Wilhelm von Dobschütz (1633–1698), polnischer Generalmajor und Kommandant

Familienzugehörigkeit fraglich:
- Leonhard von Dobschütz (um 1450–1508), auch Leonard Vitreatoris z Dobczyce, de Dobczycze oder de Dobschycze, Astronom, Astrologe und Mathematiker, Dekan an der Universität Krakau. Er hat dort mehrere Verwandte promoviert, nannte sich aber wohl nach Ort Dobczyce bei Krakau

Nicht zu dieser Familie gehören:
- Elisabeth von Dobschütz († 1591), geb. von Strantz, 1591 in Stettin als Hexe hingerichtet, Ehefrau des Stadthauptmanns Melchior von Dobschütz; hierbei handelt es sich um Angehörige der Familie von Doberschütz

## Vorkommen als literarische Figuren
- Der Menschengläubige, Trauerspiel von Waldemar von Grumbkow, Xenien-Verlag, Leipzig 1913: Adam von Dobschütz, Präses des Breslauer Rats und Landeshauptmann des Fürstentums Breslau, und seine (fiktive) Gemahlin Mathilde.
- Meister Joachim Pausewang, Roman von Erwin Guido Kolbenheyer, Deutsche Hausbücherei Hamburg bzw. Albert Langen / Georg Müller Verlag, München 1910; Neudruck: Kolbenheyer-Gesellschaft, 1958, ISBN 3-926974-40-0: Jungfer Dobschützin, des Bürgermeisters Töchterlein; auch hier wird auf den langjährigen Breslauer Ratspräses Adam von Dobschütz Bezug genommen.
- Unwiederbringlich, Roman von Theodor Fontane, Verlag Wilhelm Hertz, Berlin 1892; Vorabdruck in Deutsche Rundschau Nr. 66/67, 1891; Neuerscheinung (Beispiel): Aufbau Taschenbuch Verlag, September 1996, ISBN 3-7466-5283-9: Julie von Dobschütz, Erzieherin aus Gnadenfrei; rein fiktive Person
- Der schwedische Reiter, Roman von Leo Perutz, Paul Zscholnay Verlag, Wien/Darmstadt 1936; Neuausgabe: Zsolnay Verlag, Wien 2002, ISBN 3-552-05213-5: Peter von Dobschütz und seine Ehefrau Barbara sind rein fiktive Romanfiguren.